# Mimectatina divaricata
Mimectatina divaricata es una especie de escarabajo longicornio del género Mimectatina, tribu Desmiphorini, subfamilia Lamiinae. Fue descrita científicamente por Bates en 1884.
La especie se mantiene activa durante los meses de abril, mayo, junio, julio, agosto, septiembre y octubre.

## Descripción
Mide 6-9 milímetros de longitud.

## Distribución
Se distribuye por China, Japón, Corea y Rusia.